# Изамбер, Франсуа-Андре
Франсуа-Андре Изамбер (фр. François-André Isambert; 30 ноября 1792 — 13 апреля 1857) — французский юрист и политический деятель. Отец адвоката Батиста Изамбера и врача Эмиля Изамбера.

## Биография
Став адвокатом при кассационном суде (1818), он обратил на себя внимание глубокими познаниями, либеральными идеями и деятельной защитой многих обвиняемых в политических преступлениях, Бертона, Карона, Армана Карреля и др. С большим талантом защищал он газеты «Courrier Français» и «Costitutionnel», подвергшихся преследованию, и горячо примкнул к филантропам, которые подготовили отмену рабства во французских колониях.
Изамбер много работал и по истории права. После революции (1830) он был назначен редактором «Bulletin des Lois» и членом кассационного суда, — место, которое он занимал до самой своей смерти. Избранный в 1830 депутатом, он постоянно принадлежал к оппозиционной партии.
В Учредительном собрании 1848 он оставался верным своим идеям, но для обеспечения порядка требовал закрытия клубов. В последние годы своей жизни он стал протестантом. Из его многочисленных трудов более важные: «Manuel du publiciste et de l’homme d’Etat»; «Recueil des anciennes lois françaises», в сотрудничестве Журдана, Декрюзи и Тальяндье (29 том., 1821—1833); «Charte constitutionnelle», «Recueil complet des lois et ordonnances du royaume», «Traite de la voirie urbaine», «Code electoral et municipal».